# Temporada da NHL de 1955–56
A temporada da NHL de 1955–56 foi a 39.ª  temporada da National Hockey League (NHL). Seis times jogaram 70 partidas cada. O Montreal Canadiens foi o campeão da Stanley Cup ao bater o Detroit Red Wings por 4-1 na série final. 

## Negócios da Liga
No encontro dos governantes em dezembro, uma discussão aconteceu sobre o uniforme vestido pelos árbitros. Ficou concordado que os uniformes atuais laranja e preto eram confusos para os jogadores e torcedores, particularmente quando um dos imtes participantes usava  vermelho. Além disso, foi pontuado que os uniformes existentes apareciam escuros na televisão. Foi decidido por unanimidade que os uniformes dos árbitros deveriam ser muados para pretos com listras brancas verticais. 
Com Montreal frequentemente marcando dois ou três gols no power play contra qualquer time, o presidente da  NHL Clarence Campbell disse que gostaria de ver a regra das penalizações modificada para que um jogador penalizado pudesse voltar ao gelo quando um gol de power play fosse marcado com uma penalização leve. Os Canadiens foram o único clube a vptar contra a nova resolução. 

## Temporada Regular
A sequência de sete temporadas no topo da classificação do Detroit Red Wings chegou ao fim, com a chegada  do Montreal Canadiens ao topo. Os Canadiens estabeleceram um novo recorde de vitórias em uma temporada, com 45. Os Canadiens tinham um novo técnico, o seu grande ex-jogador e asa-esquerda Hector "Toe" Blake.
Dick Irvin, antigo treinador de Montreal, a quem o diretor-geral dos Habs Frank Selke Sr. considerava um pouco truculento, assumiu como treinador em Chicago, mas não pôde tirá-lo do porão, embora o time tenha melhorado. Foi um tipo de volta para casa de Irvin, já que ele havia começado sua carreira de técnico em Chicago em 1930.

### Melhores Momentos
Quando os Hawks foram ao Montreal Forum em 22 de outubro, Irvin foi presenteado com uma prataria por William Northey, representando a Canadian Arena Company. No jogo em si, o estreante Henri Richard marcou 2 gols na surra doMontreal sobre Chicago por 6–0.
Em 5 de novembro, Jean Beliveau marcou três gols em 44 segundos na vitória de Montreal sobre Boston por 4–3. O recorde de hat-trick mais rápido ainda continuou pertencendo a Bill Mosienko, com três gols em 21 segundos.
Em 11 de janeiro, o público de 15.570 torcedores delirantes no Madison Square Garden assistiu ao Rangers trucidar os Canadiens por 6–1. Pete Conacher foi a estrela dos Rangers com dois gols. Lou Fontinato e Maurice Richard tiveram uma luta de gala e Fontinato socou Richard com um muro que necessitou de muitos pontos sobre o olho de Richard.
Montreal bateu os Rangers por 9–4 em 18 fevereiro, com um hat-trick de Beliveau had e dois de Richard. O "Rocket" estava endiabrado quando o juiz Louis Maschio deu ao seu irmão uma penalidade por má-conduta e seus colegas tiveram de esfriar sua cabeça.
Beliveau estabeleceu um recorde de gols para um jogador de centro quando ele marcou seu 45° gol em 15 de março. Maurice Richard machucou-se nessa partida quando caiu sobre os patins do defensor dos Hawks Pierre Pilote e entrou de ponta-cabeça dentro do gol. Ele precisou de pontos e foi levado ao hospital para exames de raio-x. O Foguete estava de volta ao time titular em Dia de St. Patrick, em que os Canadiens trucidaram os Rangers por 7–2 e Richard teve um hat-trick.
O estreante Glenn Hall teve um ano fabuloso com 12 jogos sem sofrer gols e uma média de gols contra de 2,11 para o sempre poderoso Detroit Red Wings. Ele recebeu o Troféu Memorial Calder sobre Henri "Pocket Rocket" Richard.

### Classificação Final
Nota: PJ = Partidas Jogadas, V = Vitórias, D = Derrotas, E = Empates, Pts = Pontos, GP = Gols Pró, GC = Gols Contra

Times que se classificaram aos play-offs estão destacados em negrito
| National Hockey League | PJ | V  | D  | E  | Pts | GP  | GC  |
| ---------------------- | -- | -- | -- | -- | --- | --- | --- |
| Montreal Canadiens     | 70 | 45 | 15 | 10 | 100 | 222 | 131 |
| Detroit Red Wings      | 70 | 30 | 24 | 16 | 76  | 183 | 148 |
| New York Rangers       | 70 | 32 | 28 | 10 | 74  | 204 | 203 |
| Toronto Maple Leafs    | 70 | 24 | 33 | 13 | 61  | 153 | 181 |
| Boston Bruins          | 70 | 23 | 34 | 13 | 59  | 147 | 185 |
| Chicago Black Hawks    | 70 | 19 | 39 | 12 | 50  | 155 | 216 |

### Artilheiros
PJ = Partidas Jogadas, G = Gols, A = Assistências, Pts = Pontos, PEM = Penalizações em Minutos
| Jogador          | Time                | PJ | G  | A  | Pts | PEM |
| ---------------- | ------------------- | -- | -- | -- | --- | --- |
| Jean Beliveau    | Montreal Canadiens  | 70 | 47 | 41 | 88  | 143 |
| Gordie Howe      | Detroit Red Wings   | 70 | 38 | 41 | 79  | 100 |
| Maurice Richard  | Montreal Canadiens  | 70 | 38 | 33 | 71  | 89  |
| Bert Olmstead    | Montreal Canadiens  | 70 | 14 | 56 | 70  | 94  |
| Tod Sloan        | Toronto Maple Leafs | 70 | 37 | 29 | 66  | 100 |
| Andy Bathgate    | New York Rangers    | 70 | 19 | 47 | 66  | 59  |
| Bernie Geoffrion | Montreal Canadiens  | 59 | 29 | 33 | 62  | 66  |
| Earl Reibel      | Detroit Red Wings   | 68 | 17 | 39 | 56  | 10  |
| Alex Delvecchio  | Detroit Red Wings   | 70 | 25 | 36 | 51  | 24  |
| Dave Creighton   | New York Rangers    | 70 | 20 | 31 | 51  | 43  |

## Prêmios da NHL
| Troféu Príncipe de Gales:     | Montreal Canadiens                 |
| Troféu Art Ross:              | Jean Beliveau, Montreal Canadiens  |
| Troféu Memorial Calder:       | Glenn Hall, Detroit Red Wings      |
| Troféu Memorial Hart:         | Jean Beliveau, Montreal Canadiens  |
| Troféu Memorial James Norris: | Doug Harvey, Montreal Canadiens    |
| Troféu Memorial Lady Byng:    | Earl Reibel, Detroit Red Wings     |
| Troféu Vezina:                | Jacques Plante, Montreal Canadiens |

### Times das Estrelas
| Primeiro Time                       | Position | Segundo Time                      |
| ----------------------------------- | -------- | --------------------------------- |
| Jacques Plante, Montreal Canadiens  | G        | Glenn Hall, Detroit Red Wings     |
| Doug Harvey, Montreal Canadiens     | D        | Red Kelly, Detroit Red Wings      |
| Bill Gadsby, New York Rangers       | D        | Tom Johnson, Montreal Canadiens   |
| Jean Beliveau, Montreal Canadiens   | C        | Tod Sloan, Toronto Maple Leafs    |
| Maurice Richard, Montreal Canadiens | RW       | Gordie Howe, Detroit Red Wings    |
| Ted Lindsay, Detroit Red Wings      | LW       | Bert Olmstead, Montreal Canadiens |

## Estreias
O seguinte é uma lista de jogadores importantes que jogaram seu primeiro jogo na NHL em 1955-56 (listados com seu primeiro time, asterisco(*) marca estreia nos play-offs):
- Pierre Pilote, Chicago Black Hawks
- Norm Ullman, Detroit Red Wings
- Henri Richard, Montreal Canadiens
- Claude Provost, Montreal Canadiens
- Bob Turner, Montreal Canadiens
- Bronco Horvath, New York Rangers
- Andy Hebenton, New York Rangers
- Jean-Guy Gendron, New York Rangers
- Billy Harris, Toronto Maple Leafs

## Últimos Jogos
O seguinte é uma lista de jogadores importantes que jogaram seu último jogo na NHL em 1955-56 (listados com seu último time):
- Bill Quackenbush, Boston Bruins
- Ed Sandford, Chicago Black Hawks
- Bob Goldham, Detroit Red Wings
- Emile "Butch" Bouchard, Montreal Canadiens
- Don Raleigh, New York Rangers
- Joe Klukay, Toronto Maple Leafs

## Ligações Externas
- Hockey Database
- NHL.com